# Бреїла (повіт)
Бреїла (рум. Judeţul Brăila) — румунський жудець у Волощині. Адміністративний центр — м. Бреїла.

## Географія
Загальна площа повіту — 4 766 км². Переважна частина території розташована у межах Нижньодунайської рівнини, решта — у поймі Дунаю, так звана, Бреїльська дельта.
Густота населення — 78 осіб/км². Румуни становлять 98 % населення, 2 % — це цигани, росіяни, липовани, македонські румуни (або волохи).

## Міста
Жудець поділено на 1 муніципію, 40 комун та 3 міста:
- Браїла;
- Янка;
- Феурей.

## Господарство
Здебільшого сільсько-господарський зерновий район Румунії (кукурудза, пшениця, ячмінь). Серед технічних культур розповсюджені соняшник, льон. У поймі — скотарство, рибальство. Заготовлі комиша. Харчова, паперово-целюлозна, деревообробна промисловість. Виробництво будівельних матеріалів, машинобудування, чорна металургія (м. Браїла).